# Guido Vedovato
Guido Vedovato (Cerreto Guidi, 24 dicembre 1906 – 2001) è stato un generale italiano che fu nominato capo di stato maggiore dell'Esercito Italiano e capo di stato maggiore della Difesa.

## Biografia
Intrapresa giovanissimo la carriera delle armi, divenne ufficiale di artiglieria prendendo parte poi alla guerra d'Etiopia nella Regia Aeronautica come osservatore di aeroplano. Nel corso della seconda guerra mondiale in Europa, poi, prese servizio sul fronte occidentale e su quello greco-albanese.
Dopo il conflitto mondiale venne posto a capo del gruppo combattimento "Friuli" e successivamente venne impiegato presso lo stato maggiore dell'Esercito Italiano. Ottenuto il comando della divisione "Granatieri di Sardegna", divenne ispettore d'artiglieria e sottocapo di stato maggiore con virtù di comando sopra il 3º Corpo D'Armata con sede a Milano. Nominato dalla Nato comandante delle truppe alleate terrestri del sud Europa, divenne capo di stato maggiore dell'Esercito Italiano dal 1967 al 1968, diventando poi Capo di Stato Maggiore della Difesa dal 1968 al 1970 durante il periodo dei primi attentati terroristici.